# FK 쿠커시

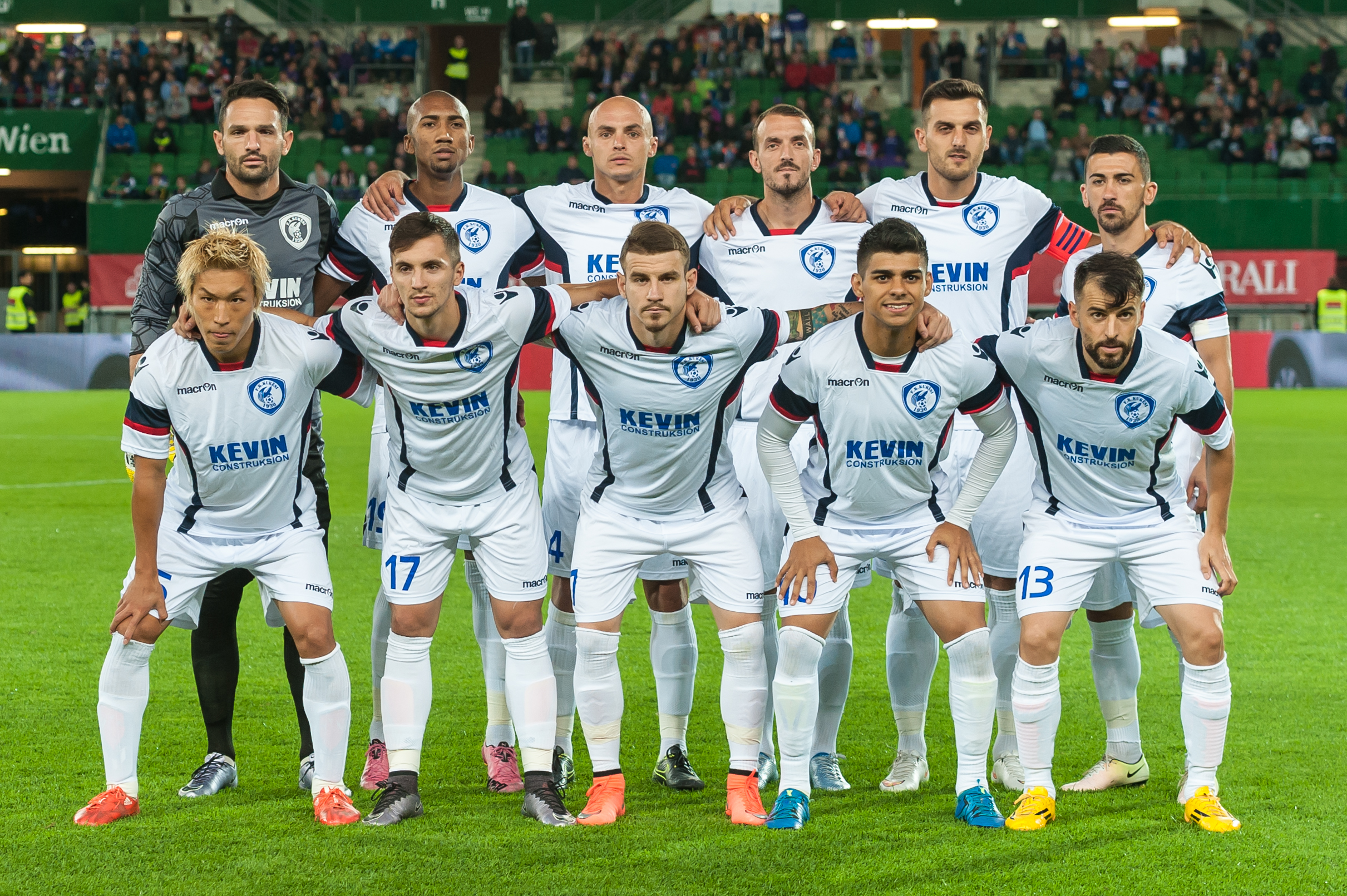

FK 쿠커시(알바니아어: FK Kukësi)는 쿠커스를 연고로 하는 알바니아의 축구 클럽이다. 현재는 알바니아 1부 리그에 참가하고 있다.

## 성적
- 알바니아 수페르리가 우승 1회 (2016-17), 준우승 3회 (2012-13, 2013-14, 2014-15)
- 알바니아 컵 우승 1회 (2015-16), 준우승 2회 (2013-14, 2014-15)
- 알바니아 슈퍼컵 우승 1회 (2016)
- 알바니아 세컨드디비전 우승 5회 (1959, 1966-67, 1976-77, 1981-82, 2010-11)

## 선수 명단

### 현역
- 프란시 랄라(2023 ~ )
- 아김 이브라이미(2021 ~ )

### 역대
틀:FK 쿠커시 선수 명단